# Ameerega bassleri
Ameerega bassleri är en groddjursart som först beskrevs av Melin 1941.  Ameerega bassleri ingår i släktet Ameerega och familjen pilgiftsgrodor. IUCN kategoriserar arten globalt som nära hotad. Inga underarter finns listade i Catalogue of Life.